# Rinorea afzelii
Rinorea afzelii är en violväxtart som beskrevs av Adolf Engler. Rinorea afzelii ingår i släktet Rinorea och familjen violväxter. Utöver nominatformen finns också underarten R. a. pubescens.